# 斯里兰卡文学
斯里兰卡文学是指斯里兰卡共和国以僧伽罗语和泰米尔语创作的文学。

## 历史
公元前3世纪，佛教传入锡兰。古代锡兰最早的文本是编年史《岛史》，这是一部用巴利语写成的诗歌（公元4世纪），以及《大史》（公元5世纪）。《大史》包含历史资料，并记录了锡兰的传说和神话。同时期，还创作了关于佛教教义要点的注释。在巴利语影响下，僧伽罗语文学得以发展。
伊拉图·普丹特瓦纳尔是最早为人所知的古典泰米尔诗人之一。这位诗人的诗歌被收入泰米尔诗歌文集《桑伽姆》（或桑卡姆，литература Сангам），该文集由泰米尔地区人编撰完成，成书时间不晚于公元250年。
在公元5世纪编成了《本生经》——关于佛陀过去生世的故事。所有现存的本生故事都被翻译出来。僧伽罗语的首批文学作品出现在公元6世纪。从13世纪起，作品的用语开始简化，以使佛教教义的阐述更为通俗易懂。
第一部散文作品是古鲁卢戈米所著的《甘露海》（«13世纪），描述了佛陀的过去生世。接下来的著名散文作品有：僧人达摩舍那的《真实信仰的宝石花环》；达摩揭谛·摩诃长老的《真实宗教的装饰》（14世纪）。14世纪，《本生经》被翻译成僧伽罗语。
15世纪，诗歌占据了首要地位。中世纪的诗人包括斯里·拉胡拉（《鸽子的讯息》、《八哥的讯息》和《诗歌的冠冕》）、维特维特罗和维达伽玛。
锡兰曾被欧洲殖民约四个世纪：从16世纪起是葡萄牙殖民地，17世纪荷兰人取代了葡萄牙人，自1795年起成为英国殖民地。1948年，该国以锡兰自治领之名获得独立。1972年，国家更名为斯里兰卡。
在1940年代，随着国家争取独立的斗争，对马克思列宁主义理论的兴趣显现出来。马列主义文献被翻译引进。1943年7月3日，在联合社会党和一些共产主义小组的基础上，创建了该国的共产党。直到1972年，它被称为锡兰共产党。该党为锡兰摆脱英国殖民统治而斗争。
僧伽罗语小说出现于20世纪的第一个十年。其作者包括 S. 德·席尔瓦、P·西里塞纳（1875－1946）、W·A·席尔瓦（1892－1957）——他写有历史小说《苏内特拉，或黑暗时代》（1936）。
1940年代以短篇小说体裁的发展为标志：H·穆尼达斯（1903－57）和 G·B·塞纳纳亚克（1903年生）。

### 泰米尔语文学
锡兰的泰米尔语作家为泰米尔文学的发展做出了贡献。泰米尔语诗人包括来自锡兰的埃贾图姆普丹·德瓦纳尔、中世纪诗人辛纳坦比·普拉瓦尔、迈尔瓦加纳·普拉瓦尔、西坦巴拉·普拉瓦尔。

### 当代僧伽罗语文学
当代代僧伽罗文学和艺术的兴起始于1956年。2006年，诗人苏南达·马亨德拉凭借其优秀的僧伽罗语诗集获得了国家文学奖。钱德拉拉纳·班达拉是另一位杰出人物。1991年，他在国家文学节上凭借小说《梅鲁》获得了国家文学奖。
僧伽罗语诗人包括 S·马欣达、穆尼达斯·库马拉通加、萨加拉·帕兰苏里亚、G·H·佩雷拉、阿尔维斯·佩雷拉、维马拉拉特纳·库马拉加马、钱德拉拉特纳·马纳瓦辛赫。
现代剧作家埃迪里维拉·萨拉特钱德拉的戏剧《马纳梅》和《辛哈巴胡》也颇具影响。

### 英语文学
阿肖克·费里用英语写作，他的几乎每一本书都成为全国性畅销书。

### 文学批评
文学评论家包括：马丁·维克拉马辛哈、埃迪里维拉·萨拉特钱德拉、阿马拉达萨·维拉辛赫、V·A·阿贝辛赫、古纳塞纳·维坦、加文·卡鲁纳拉特纳。库马拉通加·穆尼达斯也是著名文学理论家。

## 文学组织
- 人民作家阵线

## 文学报刊
- 报纸《人民品味》
- 杂志《文学》
- 杂志《文化》
- 杂志《艺术新闻》